# Оберстдорф
Оберстдорф (нім. Oberstdorf) — торгова громада на півдні Німеччини у баварському районі Верхній Альгой, лижний курорт в Баварських Альпах.
З містечка відкривається вид на гори Небельгорн та Фельгорн. До вершини Небельгорну веде підйомник.  Місцевою віхою служить вершина церковного шпилю. Оберстдорф є найвищою торговою громадою в Німеччині. 

## Спорт
Трамплін Гайні Клопфера, до якого веде унікальний діагональний елеватор, перший із трамплінів, на яких щороку проводиться Турне чотирьох трамплінів. 
На околиці міста збудований сучасний центр фігурного катання з трьома ковзанками, частково відкритими для публіки. У центрі проводиться щорічний турнір на приз Небельгорну. Станом на грудень 2010  у центрі 12 разів проходив чемпіонат Німеччини з фігурного катання, і тричі - юнацький чемпіонат світу.  

## Відомі люди
- Тут в 1945 р. похований Павло Петрович Скоропадський — український громадський, політичний діяч, військовик, гетьман Української Держави. Могила знаходиться на кладовищі Friedhof. Могила знаходиться біля огорожі цвинтаря ближче до вулиці Am Bannholz, на ній встановлено сірий кам'яний хрест. У основи хреста дві чорні дошки з іменами Павла та Олександри Скоропадських, а також Петра та Марії Скоропадських[2].

## Галерея

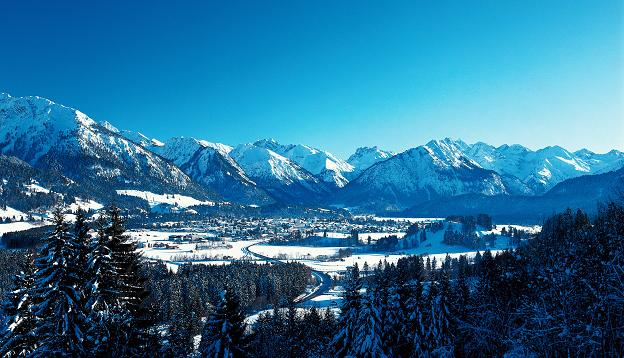
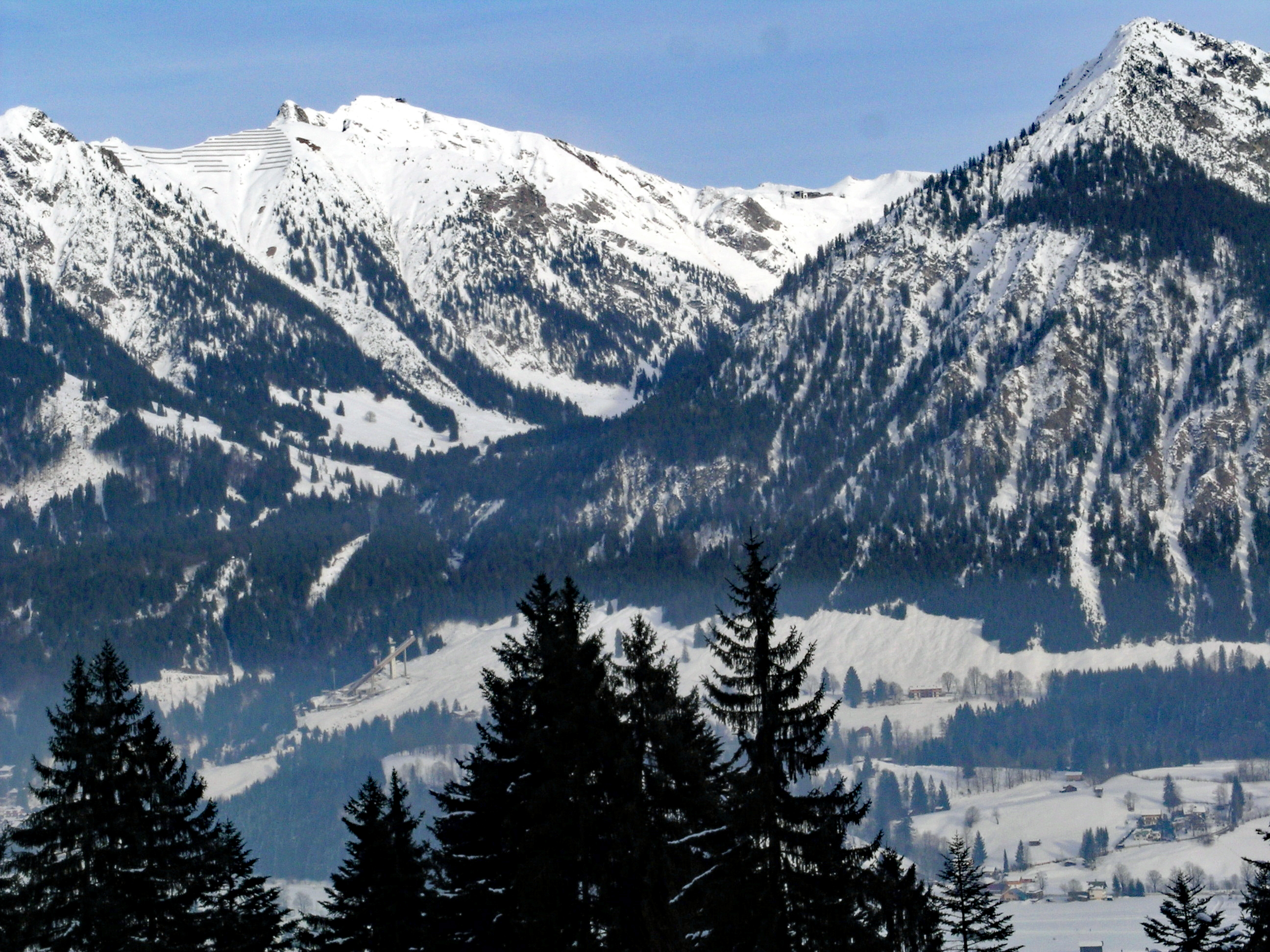
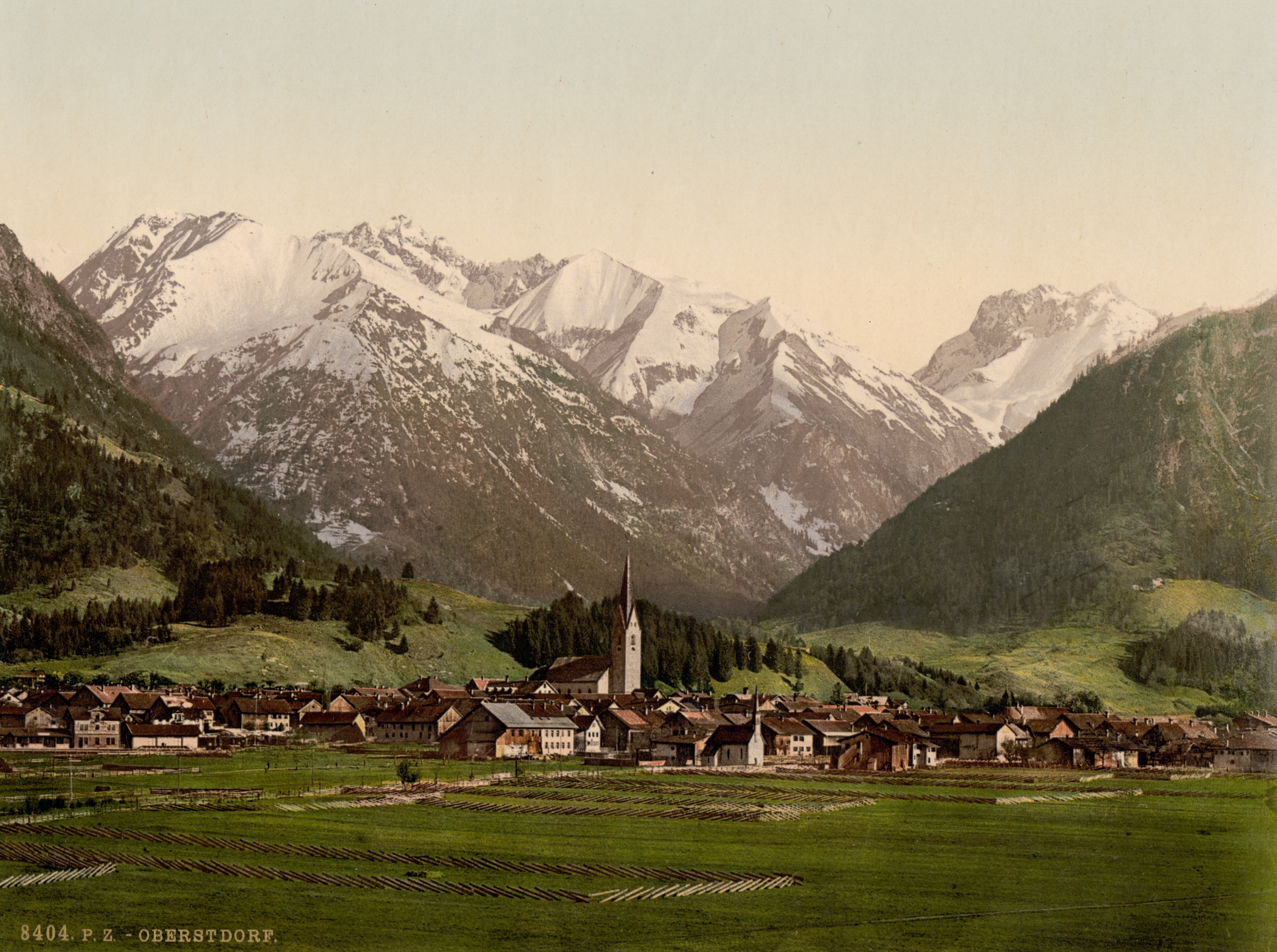
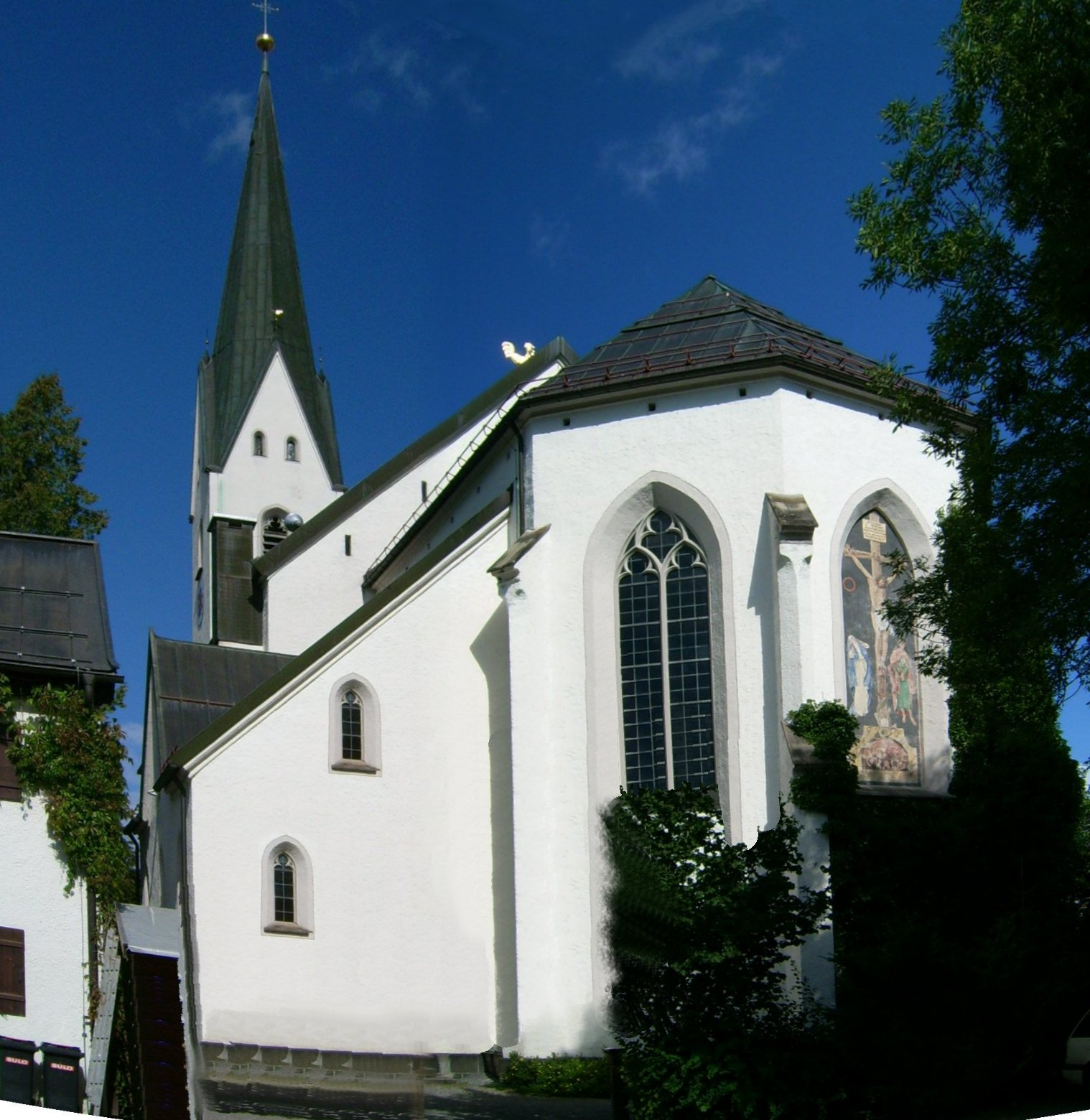
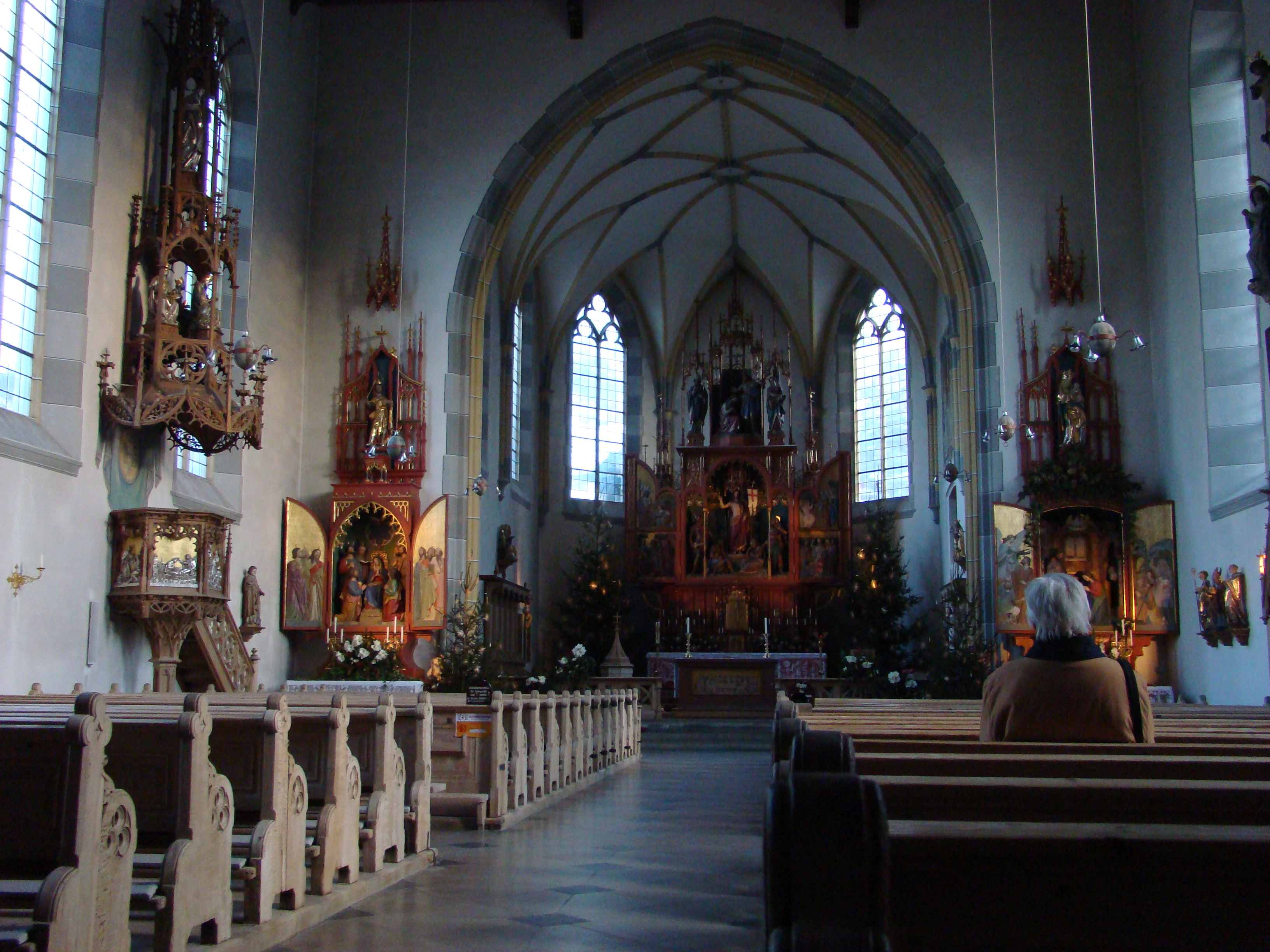
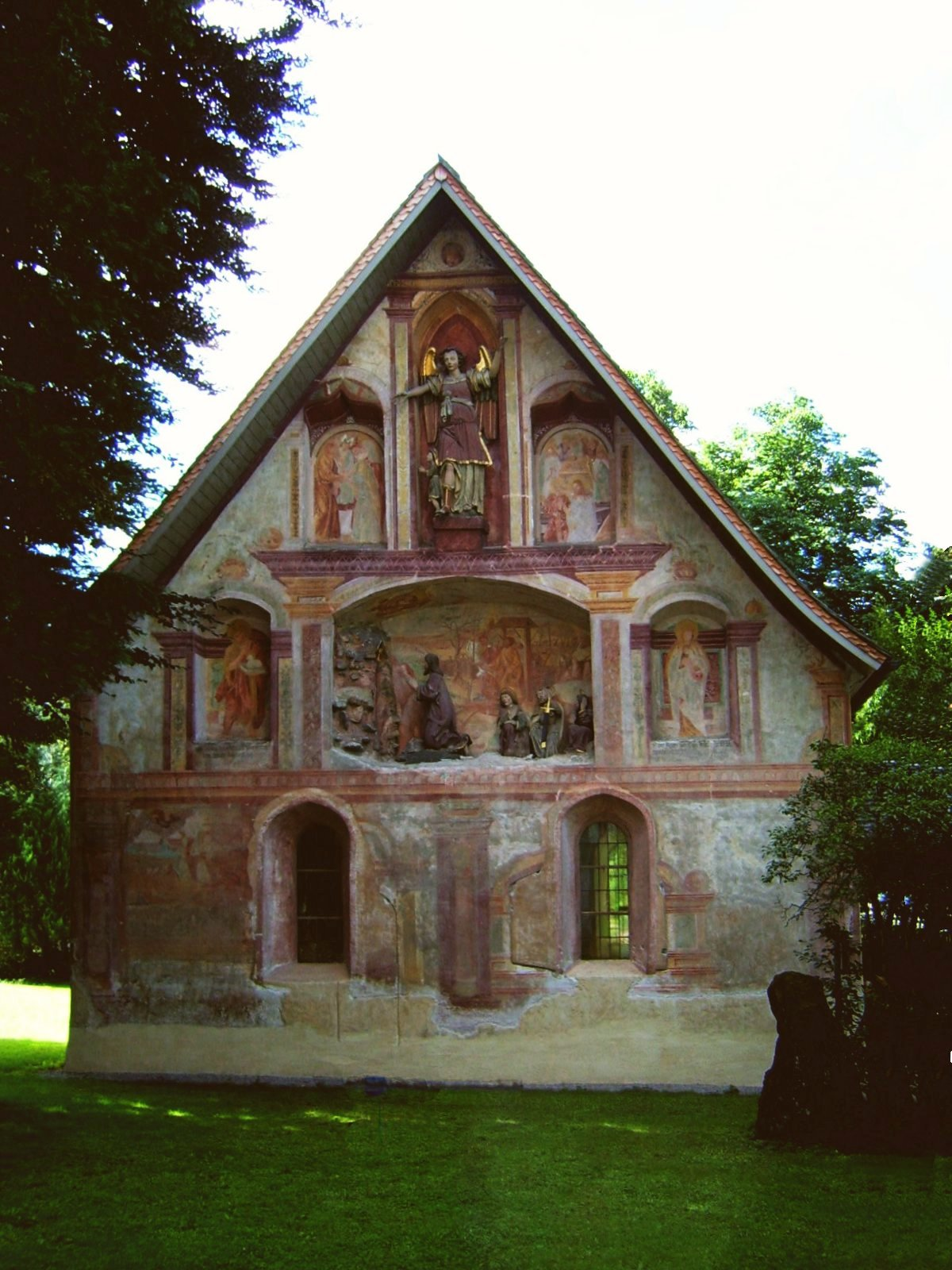